# Jakob II Bernoulli

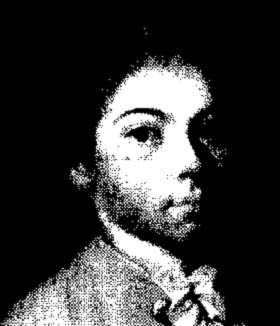
Jakob II Bernoulli.

Jakob (eller Jacques)  Bernoulli, född den 17 oktober 1759 i Basel, död den 3 juli 1789 i Sankt Petersburg, var en schweizisk matematiker. Han var yngste son till Johann II Bernoulli.
Bernoulli hade tre gånger förgäves sökt anställning vid Basels universitet, då han erhöll en matematisk lärarplats i Sankt Petersburg. Han var medlem av vetenskapsakademien i Sankt Petersburg och korresponderande ledamot av kungliga vetenskapssocieteten i Turin. Avhandlingar av honom finns i Nova Acta Academiae Scientiarum Imperialis Petropolitanae.